# Quadrupla doppia
Quadrupla doppia è il termine che nella pallacanestro definisce una prestazione di un singolo giocatore, capace di raggiungere in una partita la doppia cifra (quindi almeno 10) in quattro delle seguenti voci statistiche: punti, rimbalzi, assist, palle recuperate, stoppate.
Per la sua difficoltà, una quadrupla doppia viene paragonata a un perfect game del baseball.

## NBA

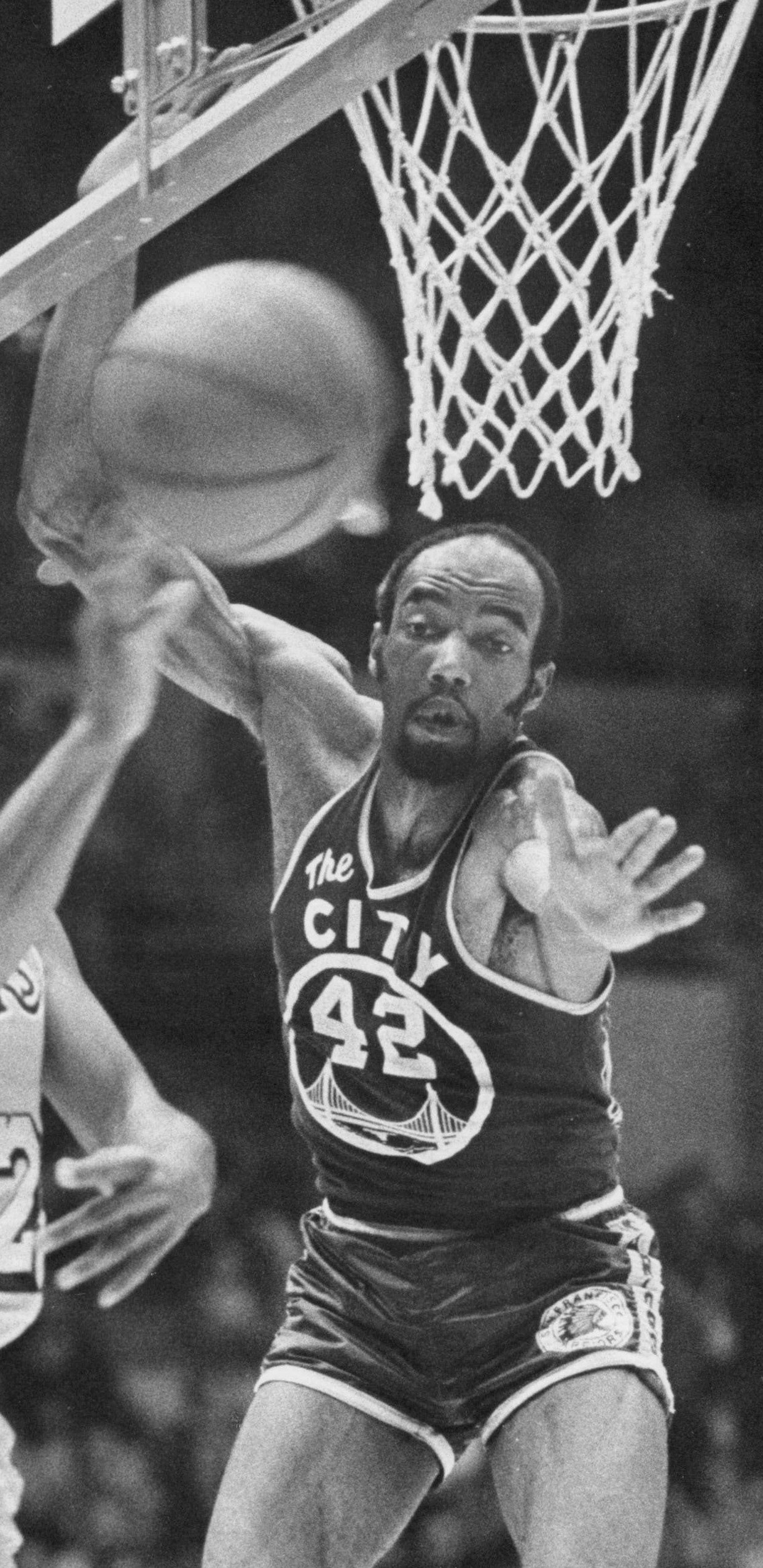
Nate Thurmond è stato il primo giocatore NBA ad aver registrato una quadrupla doppia

Si tratta di una performance estremamente rara, tant'è vero che sono solo 4 le quadruple doppie ufficialmente riconosciute dalla NBA nella sua storia:
- Nate Thurmond, Chicago Bulls - Atlanta Hawks, 18 ottobre 1974: 22 punti, 14 rimbalzi, 13 assist, 12 stoppate
- Alvin Robertson, San Antonio Spurs - Phoenix Suns, 18 febbraio 1986: 20 punti, 11 rimbalzi, 10 assist, 10 recuperi
- Hakeem Olajuwon, Houston Rockets - Milwaukee Bucks, 29 marzo 1990: 18 punti, 16 rimbalzi, 10 assist, 11 stoppate
- David Robinson, San Antonio Spurs - Detroit Pistons, 17 febbraio 1994: 34 punti, 10 rimbalzi, 10 assist, 10 stoppate

Sempre dalle statistiche NBA risultano alcune prestazioni che hanno mancato di pochissimo l'obiettivo:
- Rick Barry, Golden State Warriors - Buffalo Braves, 29 ottobre 1974: 30 punti, 10 rimbalzi, 11 assist, 9 recuperi;
- Larry Steele, Portland Trail Blazers - Los Angeles Lakers, 16 novembre 1974: 12 punti, 11 rimbalzi, 9 assist, 10 recuperi;
- Johnny Moore, San Antonio Spurs - Golden State Warriors, 8 gennaio 1985: 26 punti, 11 rimbalzi, 13 assist, 9 recuperi;
- Larry Bird, Boston Celtics - Utah Jazz, 18 febbraio 1985: 30 punti, 12 rimbalzi, 10 assist, 9 recuperi;[1]
- Micheal Ray Richardson, New Jersey Nets - Indiana Pacers, 30 ottobre 1985: 38 punti, 11 rimbalzi, 11 assist, 9 recuperi;
- Clyde Drexler, Portland Trail Blazers - Milwaukee Bucks, 10 gennaio 1986: 26 punti, 9 rimbalzi, 11 assist, 10 recuperi;
- Hakeem Olajuwon, Houston Rockets - Golden State Warriors, 3 marzo 1990: 29 punti, 18 rimbalzi, 9 assist, 11 stoppate;
- Clyde Drexler, Houston Rockets - Sacramento Kings, 1º novembre 1996: 25 punti, 10 rimbalzi, 9 assist, 10 recuperi.

Solo a partire dal campionato 1973-74 la NBA tiene conto, nelle sue statistiche ufficiali, dei dati relativi alle stoppate e alle palle recuperate. Per questo motivo non risultano quadruple doppie negli anni precedenti, anche se si può presumere che giocatori completi come Bill Russell, Wilt Chamberlain o Oscar Robertson siano riusciti almeno una volta in questa impresa. Tuttavia, gli annali riportano di una quadrupla doppia (anche se non ufficiale) conseguita da Wilt Chamberlain in occasione di gara-1 delle Finali NBA 1967 contro i Boston Celtics: 24 punti, 32 rimbalzi, 13 assist e 12 stoppate, primo e unico caso (probabilmente anche tra gli "ufficiosi") in una gara di playoff.